# Knipolegus poecilurus
A Knipolegus poecilurus a madarak (Aves) osztályának verébalakúak (Passeriformes) rendjébe és a királygébicsfélék (Tyrannidae) családjába tartozó faj.

## Rendszerezése
A fajt Philip Lutley Sclater angol ügyvéd és zoológus írta le 1862-ben, az Empidochanes nembe Empidochanes poecilurus néven.

## Alfajai
- Knipolegus poecilurus paraquensis Phelps & W. H. Phelps Jr, 1949
- Knipolegus poecilurus peruanus (Berlepsch & Stolzmann, 1896)
- Knipolegus poecilurus poecilurus (P. L. Sclater, 1862)
- Knipolegus poecilurus salvini (P. L. Sclater, 1888)
- Knipolegus poecilurus venezuelanus (Hellmayr, 1927)[2]

## Előfordulása
Bolívia, Brazília, Ecuador, Kolumbia, Guyana, Peru és Venezuela területén honos. Természetes élőhelyei a szubtrópusi és trópusi síkvidéki és hegyvidéki esőerdők, cserjések, valamint legelők és másodlagos erdők.

## Megjelenése
Testhossza 15 centiméter, testtömege 13–15 gramm.

## Életmódja
Rovarokkal táplálkozik.

## Természetvédelmi helyzete
Az elterjedési területe nagyon nagy, egyedszáma pedig stabil. A Természetvédelmi Világszövetség Vörös listáján nem fenyegetett fajként szerepel.